# Isabelle Sima
Isabelle Sima, née le 5 septembre 1970 à Saint-Lô, est une haute fonctionnaire française. Cheffe de cabinet du président François Hollande entre 2013 et 2016, elle est préfète du Cantal du 14 octobre 2016 au 24 août 2020.

## Biographie
Isabelle Sima est diplômée de l'Institut d'études politiques de Toulouse (promotion 1991).
Elle est nommée le 22 mai 2012 chef adjoint de cabinet du président puis, le 12 juillet 2013, chef de cabinet du président de la République française, François Hollande.
Elle est nommée préfète du Cantal en conseil des ministres le 12 octobre 2016,. Elle cesse ses fonctions le 24 août 2020.

## Récompenses et distinctions

### Décorations
- Chevalier de l'ordre national du Mérite (décret du 3 mai 2017)[7]
- Médaille de la sécurité intérieure, bronze

(2023)